# 普拉滕山
普拉滕山（Plattenhorn）是瑞士的山峰，位於該國東南部，由格勞賓登州負責管轄，屬於阿爾卑斯山脈的一部分，海拔高度2,554米，每年平均降雨量1,729毫米。